# كابيني كومارا
كابيني كومارا (ولد في 8 مارس 1950)  شغل منصب رئيس الوزراء من غينيا في الفترة من 30 ديسمبر 2008 إلى 26 يناير 2010. حتى نهاية عام 2008، كان مديرًا في البنك الأفريقي للاستيراد والتصدير في القاهرة بمصر، أُعلن عن كومارا رئيسًا جديدًا للوزراء في بث إذاعي حكومي في 30 ديسمبر.